# Skift (arkitektur)
Skift inom arkitekturen kallas det lager av horisontella jämnlöpande stenar (murtegel, murstenar, kvaderstenar eller dylikt) som bygger upp ett murverk.
En jämnlöpande rad murstenar benämns skift eller skiftgång. Första skiftet i murningen kallas anläggningsskift.
Beroende på stenarnas orientering kallas de olika lagren eller skiften:
- Löpskift, när skiftet består av stenar som är orienterade längs murens sträckning (löpstenar)
- Koppskift, när skiftet består av stenar som är orienterade tvärs murens sträckning (koppstenar)

Är stenarna lagda i vinkel längs muren bildas krysskift, smygskift, strömlagskift. Ligger stenarna bredvid varandra på den smala sidan på högkant bildas ett rullskift. Förskjuter man tvärliggande stenar så bildas ett rakt eller snett tandskift (även kallat ”tandsnittslist”).
Alla lodräta fogar i skiftet kallas stötfogar och alla vågräta fogar mellan skiften liggfogar. Den sida som stenen ligger på kallas ”ligg” och den sida som de överliggande stenarna ska vila på kallas ”bygg”.
För att ett murförband ska bildas läggs samma skifttyp med en förskjutning i längsled, eller olika skift växelvis. Beroende på när "samma" skift upprepas igen, får förbandet sin benämning, till exempel 2-skifts, 4-skifts, 5-skifts murförband. Ett känt exempel är 10-skifts munkförband med löpande kopp. Exempel på 5-skifts murförband är det amerikanska snabbförbandet som består av ett koppskift och fyra löpskift. Det är snabblagt och uppfyller regeln att 20 procent av antalet sten ska vara bindare. Bindare är en sten som är tvärlagd muren och går över två längsgående stenar som då binds ihop.
De egentliga murförbanden och beklädnadsförbanden är regelbundna förband. Skiften upprepas i en bestämd ordningsföljd. Skiften kan dock läggas på ett mer oregelbundet sätt, sådana förband kallas vilda förband. Skiften kan också vid mönstermurning läggas så att ett mönster bildas. Sådana förband har inte samma styrka och utgör vanligen endast mindre partier av muren.
För att täcka över fönsteröppningar muras valvskift. Fogen mellan valvskiften ska vara kilformig och så liten som möjligt vid valvets underkant.
Med skifthöjd menas höjden av murstenen plus liggfog.
För murförband av murblock används ibland halvblock eller block med lägre höjd för passkift.